# سیاه‌مرغ کلاه‌زرد
سیاه‌مرغ کلاه‌زرد (نام علمی: Chrysomus icterocephalus) گونه‌ای از پرندگان تیرهٔ سیاه‌پرگان (Icteridae) است. در نواحی چمنزار و علفی نزدیک آب در شمال آمریکای جنوبی یافت می‌شود و به‌طور کلی نسبتاً رایج است. از نظر جنسی دوریختی است و جنسیت‌ها شبیه به جنس‌های مربوط به سیاه‌مرغ سرزرد بزرگ‌تر در آمریکای شمالی است، اگرچه پرنده کلاه‌زرد نر بدون رنگ سفید در بال‌ها است.